# آلینا هارناسکو
آلینا هارناسکو (بلاروسی: Аліна Аляксандраўна Гарнасько؛ زادهٔ ۹ اوت ۲۰۰۱) ژیمناست ریتمیک اهل بلاروس است.